# Melinis
Melinis P.Beauv. é um género botânico pertencente à família Poaceae.

## Sinônimos
- Mildbraediochloa Butzin
- Monachyron Parl.